# Pillsbury Doughboy
 O Poppin 'Fresh, mais conhecido como Pillsbury Doughboy, é um mascote publicitário da Pillsbury Company, aparecendo em muitos de seus comerciais. Muitos comerciais de 1965 a 2005 (retornados em 2009 a 2011 e 2013 em um comercial da GEICO e mais uma vez em 2017) foram concluídos com um dedo humano cutucando o estômago do Doughboy. O Doughboy responde quando seu estômago é cutucado por risadinhas (Hoo-Hoo !, Ou mais cedo, uma leve risadinha "tee hee").

## História
O Pillsbury Doughboy foi criado por Rudy Perz, redator da agência de publicidade de longa data de Pillsbury, Leo Burnett. Perz estava sentado em sua cozinha na primavera de 1965, sob pressão para criar uma campanha publicitária para a linha de produtos de massa refrigerada de Pillsbury (biscoitos, pães, pães e biscoitos). Sua redatora, Carol H. Williams, imaginou um garoto da cozinha pulando de uma lata do Pillsbury Crescent Rolls e escreveu a campanha "Diga Olá à massa fresca de Poppin". Originalmente chamado "Jonathan Pillsbury"[carece de fontes?] o garoto recebeu um cachecol, um chapéu de chef e dois grandes olhos azuis para distingui-lo dos rolos, além de um rubor e uma risada suave e quente quando cutucou o estômago. O Doughboy foi originalmente projetado por Milt Schaffer e trazido à vida usando animação em argila stop motion. Hoje, o CGI é usado. O primeiro comercial da CGI foi transmitido em 1992 e foi dirigido por Tim Johnson, que na época trabalhava para a PDI.
Perz originalmente concebeu o Doughboy como uma figura animada, mas mudou de ideia depois de ver uma técnica de titulação de stop motion usada nos créditos de abertura do The Dinah Shore Show. Um boneco tridimensional Doughboy foi então criado a um custo de US$ 16.000. O dublador Paul Frees foi escolhido para ser a voz de Fresh. O animador de stop-motion George Pal foi contratado para animá-lo. Os primeiros comerciais de Poppin 'Fresh foram ao ar em novembro de 1965. Desde então, a Pillsbury usou o Poppin 'Fresh em mais de 600 comerciais para mais de cinquenta de seus produtos. Ele também apareceu em um comercial da Mastercard, com o Jolly Green Giant, a Morton Salt Girl, a cegonha Vlasic e o Conde Chocula, como alguns dos dez ícones de merchandising, representados como jantando juntos. Ele até aparece em anúncios do Got Milk? campanha publicitária, a Sprint Phone Company e a companhia de seguros GEICO. Ele também fez uma aparição no filme de argila de 1987 The Puppetoon Movie.
Após a morte de Frees, em 1986, Jeff Bergman assumiu. Hoje, as risadas estridentes são feitas por JoBe Cerny.

## Família Pillsbury
Na década de 1970, uma família Pillsbury Doughboy foi criada e vendida como bonecas individualmente e na forma de vários conjuntos de brinquedos.
Incluídos na família estão:
- Poppin 'Fresh[3]
- Poppie Fresh Sra. Fresco, Doughgirl de Pillsbury). É discutido entre os colecionadores se Poppie é a esposa, namorada ou irmã de Poppin.[3][4]
- Granpopper e Granmommer (avós)[3]
- Popper (menino) e Bun-Bun (bebê, menina)[3]
- Flapjack (cachorro) e Biscoito (gato)[3]
- Tio Rollie[3]

## Conflito de marca registrada
Em maio de 2010, os advogados de Pillsbury fizeram um aviso de cessação e desistência da My Dough Girl, LLC. um varejista de biscoitos de Salt Lake City, Utah. Alguns relataram que um advogado do general Mills a instruiu a não falar com a imprensa.